# Мито головне
Мито головне, цло (пол. cłо, нім. durchfuhrzölle, zölle, лат. theloneum) — оплати, що стягувалися публічною владою або за її дорученням, від товарів, що перетинали кордони держави. Вперше фіксується 1267 як один з типів митних зборів. Відносно українських земель вперше згадується в тарифі 1320. У 14–15 ст. виділилося в окремий вид оплат (на українських землях у складі Великого князівства Литовського – до кінця 16 ст.). З серед. 15 і до кінця 18 ст. означало різного роду прикордонні оплати (експортні – evecta – та імпортні – inducta) і внутрішні оплати, що стягувалися на користь королівського чи великокнязівського скарбу від кожної одиниці товару. 1477 постановлено, що визначати, стягувати та запроваджувати М.г. може лише держава. Визначено було, що оплата за імпорт сукна становила 1 % від ціни товару, від імпорту дорогоцінного каміння – 1,5 %, натомість від експорту худоби – 59 %, від експорту воску – 10 %. На українських теренах головні прикордонні (цельні) комори (див. також Митна комора) існували, зі сторони Корони Польської – у Львові; зі сторони ВКЛ – у Володимирі (нині м. Володимир-Волинський), Луцьку, Кременці та Києві. 1578 до них додано Кам'янець (нині м. Кам'янець-Подільський) та Снятин, а з 1643 – Бар, Галич та Стрий. На українських землях у складі Російської імперії (1754 – на Лівобережній Україні, 1795 – на Правобережній Україні) прикордонні оплати було уніфіковано відповідно до Торгового уставу 1653. Зокрема замінено єдиним митом у розмірі 5 % з рубля ціни товарів для місц. купців та митом для іноземців у розмірі 6 % від ціни товару на внутр. митницях, а при вивезенні моск. товарів – 2 % проїжджого мита на прикордонних митницях.
Розрізняється кілька типів прикордонних оплат.

## Мито старе
Мито старе (польс. cło stare, domowe) – оплата від товарів, що вивозилися за кордон та знаходилися у внутр. обігу, становило 1 гріш від копи. Даний тип був перехідною ланкою між системою мит та системою вузькоспеціалізованих прикордонних оплат. Формально було ліквідоване в Короні Польс. 1507, у ВКЛ – 1523, практично ж проіснувало до кінця 16 ст. й увійшло до т. зв. мита королівського (польс. cło krόlewskie). Від сплати старого мита було звільнено шляхту та духовенство, за умови, що вони не провадили торгівлі.

## Мито волове
Мито волове (молдовське) запроваджено в 14–15 ст. Стягувалося з прогону волів через польсько-молдов. кордон. Гол. митні (цельні) комори зі стягнення даної оплати знаходилися в Сучаві (нині місто в Румунії) та Чернівцях. Становило 1 гріш від вола. Подібними до мита волового були прикордонні оплати від худоби з Поділля, встановлені 1593. Стягувалися в розмірі 30 грошів від вола.

## Мито нове
Мито нове (польс. cło nowe, лат. theloneum novum) – встановлено в кінці 14 ст. і початково стягувалося лише з експорту худоби та шкір. У результаті реформи польс. короля Сигізмунда I Старого 1507 замінило мито старе та поширилося на ін. товари. 1513 Пйотрковським митним тарифом усталено для наступних експортних товарів: худоба, шкіри, віск, мед, риба, коні. 1561 дія мита нового поширена на ВКЛ. Прибутки від нього становили 1/4 всіх прибутків скарбу Речі Посполитої. У кінці 16 – на поч. 17 ст. об'єднано з митом старим у єдине мито королівське.

## Четвертий гріш
Четвертий гріш (польс. czwarty grosz celny, англ. feordhung) – спец. додаток до прикордонних оплат в розмірі 33,3 % від ціни товару, затверджений 1565. Початково розрахований був лише на імпортні товари, а з 1593 поширений на експортні. Купці-іноземці сплачували четверий гріш у подвійному розмірі. Збирався на прикордонних коморах спеціальними урядниками, які безпосередньо призначалися вальним сеймом.

## Водне мито
Водне мито (польс. cło wodne) запроваджено 1620 королем Сигізмундом III Ваза. Сплачувалося від товарів, що сплавлялися річками до міст Гданськ, Ельблонг (обидва нині в Польщі), Кролевіц (Кенігсберг, нині м. Калінінград, РФ) та ін. портових міст. 1626 та 1627 було підтверджено сеймовими постановами, а 1629 визнано звичайною оплатою.

## Експортне мито
Експортне мито (лат. evecta, aukcya subsidiorum) встановлено 1629 і стягувалося з вартості експортних товарів. Для вітчизн. купців становило 2 %, для іноземних – 4 %.

## Імпортне мито
Імпортне мито (лат. inducta) запроваджено 1643 в результаті митної реформи і стягувалося з імпортних товарів. Становило 4 % від вартості товару. Половина даної прикордонної оплати призначалася для держ., а половина – для королів. скарбу.

## Мито генеральне
Мито генеральне (польс. cło generalne) — прикордонна оплата, яка стягувалася в розмірі 3,3 % від вартості товарів, що становили предмет міжнар. товарообігу в Речі Посполитій 17–18 ст. Запроваджено 1661 як обов'язковий збір для всіх станів сусп-ва. Через численні протести шляхти, яка вбачала в ген. миті ліквідацію своїх привілеїв, так і не стало постійною оплатою. Стягувалося 1673, 1677 та 1710 на всіх теренах Речі Посполитої, за винятком ВКЛ. 1764 сеймом затверджено як постійний збір, тимчасово ліквідовано 1766 та відновлено в 1775. Остаточно ліквідовано в результаті 3-го поділу Польщі 1795 (див. Поділи Польщі 1772, 1793, 1795).